# 馬來亞深海九棍魚
馬來亞深海九棍魚（学名：Bathysauropsis malayanus）為輻鰭魚綱仙女魚目青眼魚亞目爐眼魚科的一種深海底棲性魚類，其种加词“malayanus”意为“马来亚的”。分布於中西太平洋印尼海域，深度可達886公尺，棲息在底層水域，生活習性不明。